# Парк као Аманус
„Парк као Аманус“ (Амануски парк) је „epitheton ornans” који се помиње у опису асирских паркова. Први га помиње краљ Саргон II приликом градње палате у Дур-Шарукину (Саргон-граду) основаног северно од Ниниве. "По заповести богова и жељи свога срца," град је окружио великим зидом, и изградио парк, "да личи на Аманус планине. У парку је засадио заједно сво цвеће Хетитске земље и биље са брда". Рушевине палате су пронађене међу селима Хорсабада, а парк је вероватно био близу ње уз северни зид. Аманус (данас Нур планине, турски Nur Dağları), који игра велику улогу у овом и многим каснијим написима, налази се на крајњој североисточној обали Медитерана, и наставља се у Цилицијски Таурус. У свим каснијим краљевским записима, речи "као Аманус", појављују се да би се величао парк. Даље се овај епитет преносио на каснија остварења губећи основно значење. 

## Значење епитета амануски
Поставља се питање шта је била изворна сличност са Аманусом или у чему се огледа имитација Амануса?
Аманус је горје Хетита, на чију је архитектуру одређени утицај вршила Египатска. У записима везаним за Саргона II наслућује се формални начин градње палата и паркова: "Ја градих чилани као Хетитску палату". Ако се претпостави да је чилани отворени павиљон на стубовима, какав се стално налази у асирским парковима, нема доказа да је стил позајмљен од Хетита или да су они утицали на то. Мора се у потпуности одбацити гледиште да су асирски краљеви значење израза:"као планина Аманус", доводили у било какву везу са имитацијом облика или предела. Западноазијски вртови су били формални, као што говори старохалдејска реч киру (воћњак, врт) и чињеница да Ксенофан, који је високо ценио регуларност дрвореда, сведочи много касније о томе, као и сачувани остаци паркова. Много је вероватније да је утицај више у складу са формулацијом Саргоновог записа, да је прекрасна флора Амануса аклиматизована у вавилонској равници, односно да је сличност асирских паркова и амануса у биљном материјалу. 

## Чилани стил
Асирци су имали велику потребу за вештачким брежуљцима и терасама. Њихове палате су биле на великим хрпама донете земље, а капеле и храмови на мањим брдима у парковима. Често су палате имале мале отворене коридоре са стубовима и биле уз текуће воде на узвишењима геометријски засађеним стаблима борова и чемпреса. Брегови су често овенчани малим олтарима са холом у близини. Вероватно овај опис највише одговара ономе што се назива "чилани" стил. 